# 乌尔多马 (列纳区)
乌尔多马（羅馬化：Urdoma）是俄罗斯阿尔汉格尔斯克州的市级镇，属列纳区，位于上卢皮亚河畔。该地设有铁路车站，连接科特拉斯与沃尔库塔。
该地2021年有人口4,068人；2010年人口4,577；2002年人口4,637；1989年人口4,998。